# C. P. Nel Museum

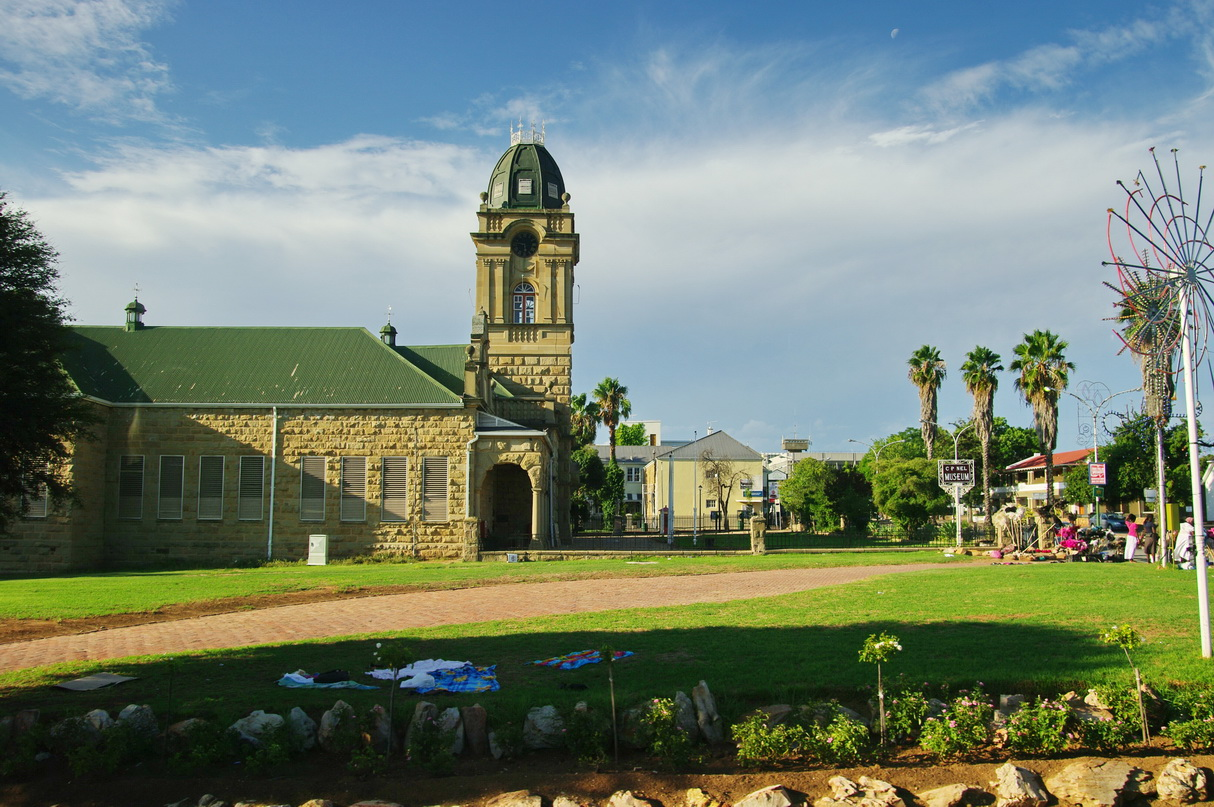
Außenansicht, C.P. Nel Museum

Das C. P. Nel Museum ist ein Museum in der südafrikanischen Stadt Oudtshoorn. Es befasst sich vor allem mit der Rolle Oudtshoorns als Zentrum der Straußenhaltung.

## Museumsgebäude
Das Hauptgebäude des Museums wurde 1906 vom ortsansässigen Architekten Charles Bullock als High School für Jungen im spätviktorianischen Stil entworfen. Seine gewölbte Sandsteinfassade gilt als eine der besten Steinmetzarbeiten Südafrikas. Besonderes Merkmal ist ein 30 Meter hoher Turm in der Gebäudemitte. Die Aula der damaligen Schule entwarf J. E. Vixseboxse im Jahr 1913.
Eine Außenstelle des Museums befindet sich im  Le Roux Townhouse, das 1909 erbaut wurde und einem „Straußenbaron“ gehörte. Es befindet sich weitgehend im Originalzustand.
Seit 1980 gehört das C. P. Nel Museum mit Hauptgebäude und Le Roux Townhouse zu den Nationaldenkmalen Südafrikas.

## Sammlung
Das C. P. Nel Museum wurde 1972 eröffnet und nach dem Oberst Charles Paul Nel benannt, dessen Sammlung bereits 1938 von der Historical Monument Commission als wertvoll anerkannt worden war und den Grundstock der Exponate bildet. Es befasst sich vor allem mit der Stellung Oudtshoorns als Zentrum der Straußenhaltung. Eine Reihe von Dioramen zeichnet die Geschichte der Straußenvögel und den Einfluss der Straußenfarmen auf die Stadt Oudtshoorn und ihre Einwohner auf. Die Rolle der Stadt um 1900 als weltweites Zentrum der Straußenfedergewinnung, die viele Einwohner zu Millionären machte, wird ebenfalls beleuchtet. Andere Exponate beschreiben die Kulturgeschichte und die Lebensweise der Menschen aus der Kleinen Karoo, in deren Zentrum Oudtshoorn liegt. Außerdem findet man die Replik einer Apotheke aus dem frühen 20. Jahrhundert.
An das Wirken ehemals litauischer Juden in Oudtshoorn erinnert ein anderer Teil des Museums. Eine Synagoge, die von der jüdischen Gemeinde genutzt wird, ist Teil des Museums.
Das Museum stellt außerdem zwei alte Autos aus: Einen Panhard & Levassor Type N und einen Schaatz von 1905.